# Tolland (Massachusetts)
Tolland es un pueblo ubicado en el condado de Hampden en el estado estadounidense de Massachusetts. En el Censo de 2010 tenía una población de 485 habitantes y una densidad poblacional de 5,71 personas por km².

## Geografía
Tolland se encuentra ubicado en las coordenadas 42°6′7″N 73°2′5″O / 42.10194, -73.03472. Según la Oficina del Censo de los Estados Unidos, Tolland tiene una superficie total de 84.94 km², de la cual 81.73 km² corresponden a tierra firme y (3.78%) 3.21 km² es agua.

## Demografía
Según el censo de 2010, había 485 personas residiendo en Tolland. La densidad de población era de 5,71 hab./km². De los 485 habitantes, Tolland estaba compuesto por el 95.26% blancos, el 1.24% eran afroamericanos, el 1.03% eran amerindios, el 0.21% eran asiáticos, el 0% eran isleños del Pacífico, el 0.41% eran de otras razas y el 1.86% pertenecían a dos o más razas. Del total de la población el 1.24% eran hispanos o latinos de cualquier raza.